# 10-а СС танкова дивизия Фрундсберг
10-а СС танкова дивизия „Фрундсберг“ (на немски: 10. SS-Panzer-Division „Frundsberg“) е военно формирование от Вафен-СС, една от танковите дивизии на Нацистка Германия.

## История
През декември 1942 г. е подписана заповед за създаване на нова дивизия. През февруари 1943 г. започва сформирането, като в състава на дивизията влизат 18-годишни повикани на военна служба и опитни офицери. Първоначално дивизията получава името Карл дер Гросе и е изпратена на шестмесечно обучение във Франция. На 20 ноември 1943 г. става ефективна заповедта за промяна статуса на дивизията в танкова и преименуването и на Фрундсберг, по името на немския командир Георг фон Фрундсберг.
През октомври 1943 г. дивизията става част от 7-и СС танков корпус, заедно със 17-а СС танково-гренадирска дивизия Гьотц фон Берлихинген.

### Източен фронт
През март 1944 г. заедно с 9-а СС танкова дивизия Хоенщауфен стават част от 2-ри СС танков корпус и са изпратени на Източния фронт. Там участват в опитите да бъде спряно съветското настъпление срещу група армии „Център“. В началото на април участва за първи път в бойни действия. На 6 април успява да осъществи пробив край Бучач и достига до обградената 1-ва танкова армия. Участва в последвалите боеве край река Серет и района на Тарнопол-Ковел. Настъплението ѝ е спряно от елементи на Първи украински фронт. След това заема защитни позиции край река Буг. На 12 юни 2-ри СС танков корпус е изтеглен и изпратен на Западния фронт.

### Западен фронт
Дивизията достига Франция на 18 юни. Към 25 юни дивизията наброява 13 500 войника. На 30 юни участва в спирането на операция Епсом, опитът на британската 2-ра армия да овладее Кан. Участва в защитата на хълм 112, където понася тежки загуби. На 10 юли, по време на британската операция Юпитер, отново участва в защитата на хълма. Участва в германската нощна контраатака, която връща контрола над стратегическата позиция.
На 15 юли Фрундсберг губи част от позициите при хълм 113. По-късно е заменена от 271-ва пехотна дивизия и е изтеглена за кратка почивка.
На 2 август отново дивизията отново участва в бойни действия. Една от бойните ѝ групи успява да унищожи 20 танка и да спре британската атака срещу кота 188. На следващия ден дивизията отхвърля британските войници в близост до хълм 188 и превзема близкия хълм 301. След това се изтегля, а на 6 август участва в атака срещу британски формации северно от Chênedollé. Овладяват хълм 242 и 224, само за да се изтеглят по-късно поради силен артилерийски обстрел и въздушни атаки.

## Основни формации
- 21-ви СС танково-гренадирски полк
- 22-ри СС танково-гренадирски полк
- 10-и СС танков полк „Лангемарк“
- 10-и СС противотанков батальон
- 10-и СС щурмгешюц батальон
- 10-и СС танково-артилерийски полк
- 10-и СС противовъздушен батальон
- 10-и СС танков разузнавател батальон
- 10-и СС танков сапьорски батальон

## Означения
- 10-а СС дивизия – февруари 1943 г.
- СС танково-гренадирска дивизия „Карл дер Гросе“ – април 1943 г.
- 10-а СС танкова дивизия „Фрундсберг“ – ноември 1943 г.

## Командири
- СС-Щандартенфюрер Луциан Липерт – януари-? 1943 г.
- СС-Бригадефюрер Лотар Дебес – май-ноември 1943 г.
- СС-Групенфюрер Карл Фишер фон Тройенфелд – ноември 1943 – април 1944 г.
- СС-Бригадефюрер Хайнц Хармел – май 1944 – април 1945 г.
- СС-Оберщурмбанфюрер Франц Рощел – май 1945 г.